# Chris O'Dowd
Christopher O'Dowd (sinh ngày 9/10/1979) là nam diễn viên người Ireland. O'Dowd được biết đến qua các phim như: Bridesmaids (2011), This Is 40 (2012), The Sapphires (2012), Thor: The Dark World (2013), Calvary (2014), và St. Vincent (2014). 